# ليكوود (ويسكونسن)
ليكوود (بالإنجليزية: Lakewood, Wisconsin)‏ هي بلدة تقع بولاية ويسكونسن في الولايات المتحدة. تبلغ مساحتها 187.6 (كم²)، وترتفع عن سطح البحر 371 م، بلغ عدد سكانها 875 نسمة في عام 2000 حسب إحصاء مكتب تعداد الولايات المتحدة وتصل الكثافة السكانية فيها 4.8 نسمة/كم2.

## وصلات خارجية
- http://townoflakewood.com
- The US50 - Cities and Towns in Wisconsin State
- Wisconsin Cities and Towns, Facts, Map, Flag, Colleges, Government, and More